# Año Internacional de las Poblaciones Indígenas del Mundo
El año 1993 fue proclamado Año Internacional de las Poblaciones Indígenas del Mundo por la Asamblea General de las Naciones Unidas el 18 de diciembre de 1990 y reafirmado el 14 de diciembre de 1992. Este año fue dedicado a destacar y fortalecer la cooperación internacional en áreas clave como los derechos humanos, el medio ambiente, el desarrollo sostenible, la educación y la salud de las comunidades indígenas. Bajo el lema Las poblaciones indígenas - Una nueva alianza, el objetivo central fue resaltar la importancia de las culturas indígenas y fomentar su inclusión en el desarrollo sostenible.

## Actividades y Alcance
Durante este año, se instó a los gobiernos y a las organizaciones intergubernamentales y no gubernamentales a desarrollar políticas de apoyo y a fortalecer el marco institucional para la implementación de las metas establecidas. Se organizó un programa de actividades que incluyó la promoción de los derechos de las poblaciones indígenas, la mejora de la disponibilidad de datos socioeconómicos, y la coordinación de acciones para abordar las necesidades específicas de estas comunidades. El Grupo de Trabajo sobre Poblaciones Indígenas desempeñó un papel crucial en la elaboración de un proyecto de declaración universal sobre los derechos de los pueblos indígenas. Además, se estableció un fondo de contribuciones voluntarias para financiar las actividades del año, alentando la participación de gobiernos y organizaciones.